# Tropic (pel·lícula)
Tropic és una pel·lícula de ciència-ficció francesa d'Édouard Salier. El drama, protagonitzat per Pablo Cobo i Louis Peres com a germans bessons que es preparen junts per a una missió espacial fins que un misteriós incident destrueix la carrera d'un dels germans, es va estrenar al Fantastic Fest el setembre de 2022. La pel·lícula es va estrenar als cinemes francesos a principis d'agost de 2023.

## Argument
És l'any 2041. Els germans bessons Lázaro i Tristán, de 19 anys, no només són els millors amics, sinó que també s'estan entrenant junts per als exàmens d'accés a l'Astronaut Academy, una escola militar d'elit. S'estan buscant participants per al projecte Eternity, en el qual un equip d'astronautes europeus serà enviat en una missió a l'espai durant diversos anys, possiblement fins i tot diverses dècades. Lázaro i Tristán volen aconseguir dues de les tres places reservades als francesos.
Però aleshores es produeix un terrible incident. Mentre neden en un llac proper a la nit, un objecte misteriós cau del cel i omple l'aigua amb un líquid estrany. Lázaro arriba a la costa a temps, però Tristán no té tanta sort. La substància verda brillant l'infecta completament. La cara i el cos de Tristán es deformen a les zones que van entrar en contacte amb la substància. El seu cervell també es veu afectat després de l'incident. Així, l'atleta de primer nivell amb una ment brillant de sobte es torna greument discapacitat.
No sols la seva vida canvia de sobte, sinó també la del seu germà i la seva mare Mayra, i la situació és pitjor per al mateix Tristán. El jove intenta acceptar la pèrdua de tot el que en el seu temps formava la seva identitat, el seu atletisme, la seva aparença, la seva intel·ligència i la seva confiança en si mateix.

## Repartiment
- Pablo Cobo: Lázaro Guerrero
- Louis Peres: Tristán Guerrero
- Marta Nieto: Mayra
- Marvin Dubart: Louis Delaporte
- Alane Delhaye: Oscar
- Victor Robert: Charles
- Fanta Kebe: Leela
- Isis Guillaume: Chloé
- Lara Pitten: Paloma
- Elisa Brabant: Yasmine

## Producció

### Tripulació i repartiment

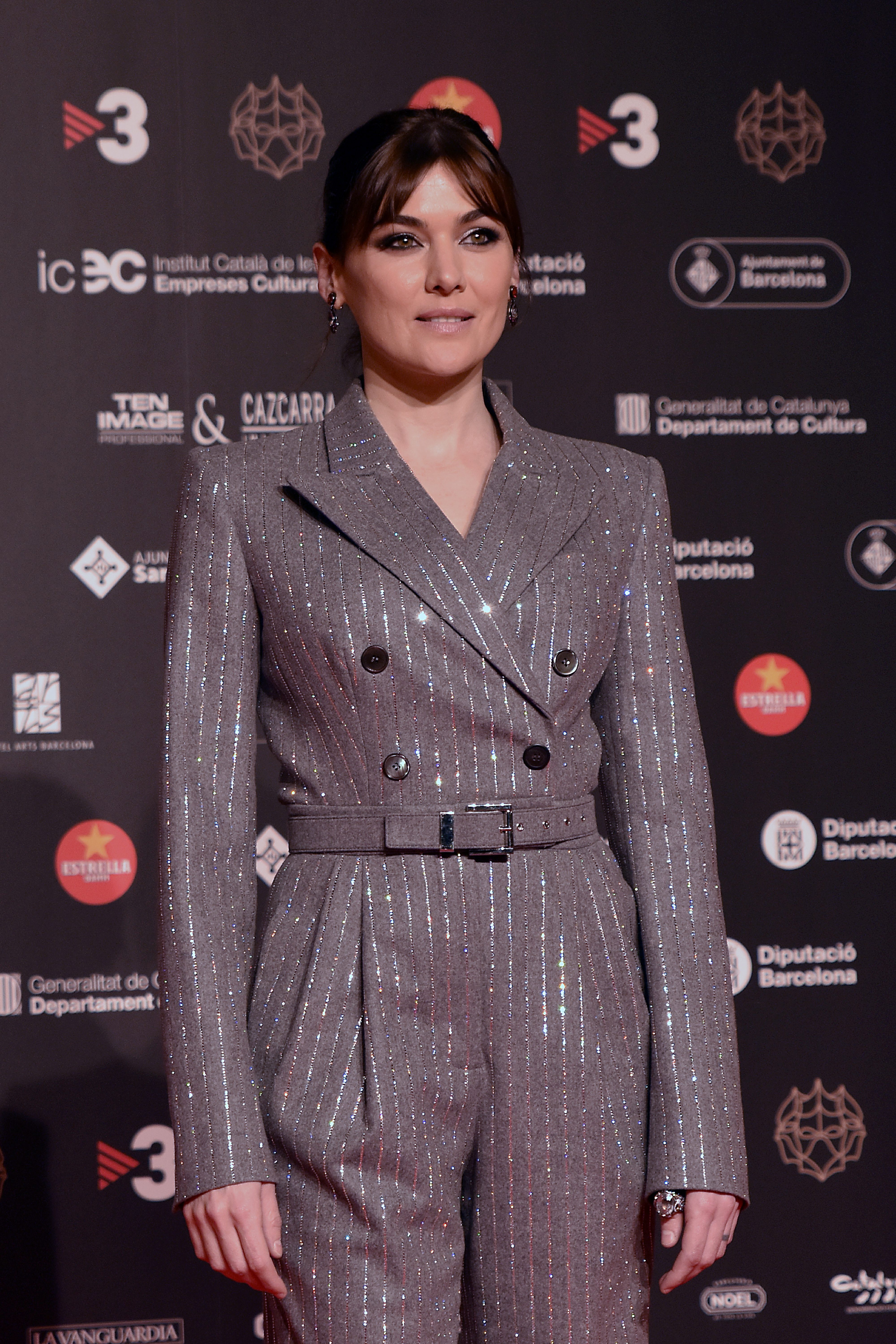
Marta Nieto interpreta Mayra

La pel·lícula va ser dirigida per Édouard Salier. Tropic és el debut al llargmetratge del francès. Anteriorment ha dirigit diversos anuncis i vídeos musicals de Massive Attack i Metronomy. També ensenya regularment a l'École Cantonale d'Art de Lausanne.
Els actors francesos Pablo Cobo i Louis Peres interpreten els germans bessons Làzaro i Tristán Guerrero. L'actriu espanyola Marta Nieto interpreta la seva mare Mayra.

### Música de pel·lícula i estrena
La música de la pel·lícula va ser composta pel músic electrònic francès SebastiAn alias Sebastian Akchoté. L'àlbum de la banda sonora amb un total de 17 cançons va ser llançat com a descàrrega per Ed Banger Records/Because Music a principis d'agost de 2023 i en vinil a mitjans de setembre de 2023. L'àlbum també inclou la cançó Twin, que SebastiAn va escriure juntament amb el baixista i cantant de la banda de pop-rock indie The xx Oliver Sim.
La pel·lícula es va estrenar el 23 de setembre de 2022 al Fantastic Fest.. Es va projectar al LV Festival Internacional de Cinema Fantàstic de Catalunya l'octubre de 2022. Les projeccions van tenir lloc al Festival de Cinema de Glasgow el març de 2023 i al Festival Internacional de Cinema Fantàstic de Neuchâtel al juliol de 2023. La pel·lícula es va estrenar als cinemes francesos el 2 d'agost de 2023. A finals d'octubre de 2023 es va projectar al Festival Internacional de Cinema Hofer.

## Recepció

### Crítiques
De les ressenyes que figuren a Rotten Tomatoes, el 91% són positives.

### Premis
Festival Internacional de Cinema Fantàstic de Neuchâtel 2023
- Nominació com a Millor llargmetratge pel Prix H. R. Giger «Narcisse» (Édouard Salier)[7]

LV Festival Internacional de Cinema Fantàstic de Catalunya 2022
- Nominació a Millor pel·lícula al Concurs Oficial de Fantàstic (Édouard Salier)[10]